# دروپردیول
دروپریدول (به انگلیسی: Droperidol)
رده درمانی: مشتق بوتیروفنون، آنتی دوپامینرژیک
اشکال دارویی: آمپول

## موارد مصرف
دروپردیول از داروهایی است که به‌عنوان داروی پیش‌بیهوشی در جراحی، القاء و نگهداری بیهوشی عمومی به‌کار می‌رود هم‌چنین جهت درمان تهوع، استفراغ به خصوص استفراغ بعد از عمل جراحی، سایکوز و همراه با فنتانیل در مورد درد عصب سه‌قلو استفاده می‌شود.

## مکانیسم اثر
دروپردیول با اثر آنتی دوپامینرژیک (آنتاگونیست گیرنده D۲) برنواحی زیرقشری دستگاه عصبی مرکزی، ایجاد آرامش و اثرات ضد تهوع و آْنتی سایکوتیک می‌کند.

## عوارض جانبی
تنفسی: اسپاسم حنجره، اسپاسم برونش.
دستگاه عصبی مرکزی: دیستونی، آکاتازیا، خم‌شدن بازو، ترمور ظریف، سرگیجه، اضطراب، خواب آلودگی، بیقراری، توهم، افسردگی.
قلبی عروقی: تاکیکاردی، افت فشارخون.
چشم، گوش، حلق و بینی: چرخش رو به بالای چشم، کریزهای مربوط به حرکات چشمی.
پوستی: لرز، تعریق صورت، تکانه.